# Obozy filtracyjne w Czeczenii
Obozy filtracyjne w Czeczenii – oficjalnie stosowana nazwa na obozy w Czeczenii, do których trafiali schwytani przez żołnierzy rosyjskich potencjalni bojownicy. Obozy filtracyjne zostały powołane 12 grudnia 1994 roku, w czasie I wojny w Czeczenii, przez rosyjskie ministerstwo spraw wewnętrznych jako „polowe areszty”. Lokowane były w pobliżu dużych miast. Siedziby ich były utajnione przez władze rosyjskie. Oficjalnie Rosja przyznaje się do utworzenia kilku takich obozów, jednak prawdopodobnie było ich znacznie więcej.
Ludzie, którzy przeżyli pobyt w obozach filtracyjnych, twierdzą, że przypominały one bardziej obozy koncentracyjne niż areszty, ze względu na warunki oraz wysoki odsetek ludzi tracących tam życie (brak jest dokładnych danych, mówi się, że traci w nich życie nawet 80% „aresztowanych”). W 2001 roku w obozach filtracyjnych przebywało 20 tysięcy Czeczenów.
W obozach filtracyjnych stosowało się następujące tortury:
- psychiczne:
  - pozorowanie rozstrzelania,
  - nadawane w nocy przez głośniki więzienne odgłosy tortur,
  - przymusowe przyglądanie się torturowaniu współwięźniów,
  - poniżanie uczuć narodowych i religijnych oraz godności osobistej więźnia.
- fizyczne:
  - torturowanie prądem elektrycznym organów płciowych oraz uszu, nosa, potylicy, pod pachami,
  - „jaskółka”, czyli podwieszanie na związanych ze sobą rękach i nogach,
  - maska przeciwgazowa zakładana więźniowi, po czym oprawcy zamykają dopływ powietrza i torturowany traci przytomność,
  - karmienie – kaleczenie języka i zmuszanie do jedzenia gorącej, przesolonej i mocno pieprznej mazi,
  - „wilcze kły” – tortura dentystyczna, podczas której więźniowi przywiązanemu lub przykutemu do krzesła otwiera się usta, wkłada między szczęki drewniany kołek i pilnikiem piłuje się zęby,
  - „okrągły stół” – skutych więźniów sadza się przy stole i ich języki przybija gwoździami do blatu.

Znane obozy filtracyjne
- Centralny Obóz Filtracyjny w Chankale koło Groznego
- Czernokozow
- Urus-Martan
- Gorogorsk